# Iosif Stoica (delegat)
Iosif Stoica (n. 1891, Geoagiu - d. ?), a fost un deputat în Marea Adunare Națională de la Alba Iulia, organismul legislativ reprezentativ al „tuturor românilor din Transilvania, Banat și Țara Ungurească”, cel care a adoptat hotărârea privind Unirea Transilvaniei cu România, la 1 decembrie 1918.:p. 77

## Activitatea politică

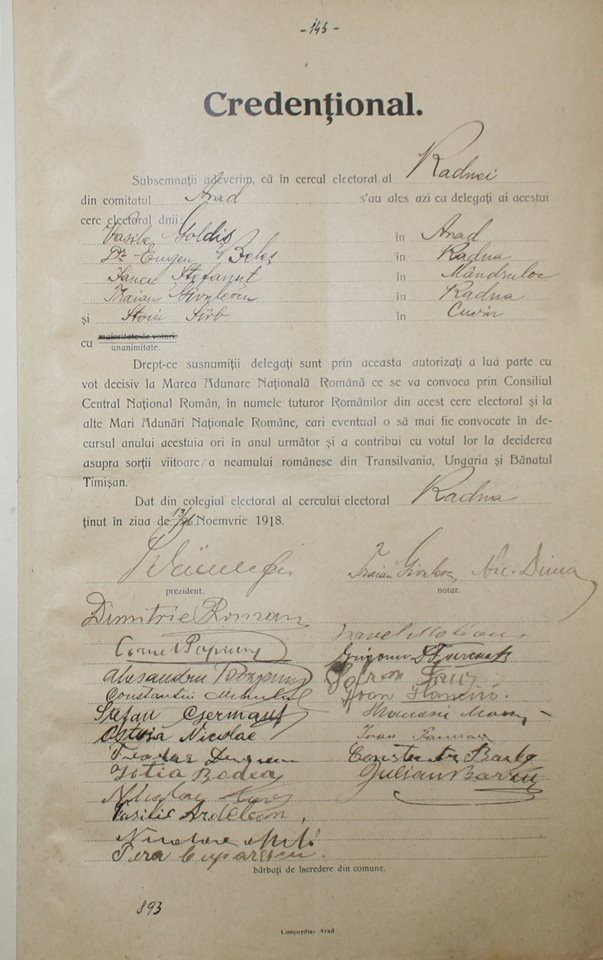
Credențional

Ca deputat în Adunarea Națională din 1 decembrie 1918 a reprezentat ca șef al delegaților delegațiilor comunelor din valea Geoagiului- Homorod, Văleu, Mermezeu, Geoagiu Băi, Cigmău, Boiu, Renghet, Bozeș, Băcâia, Ardeu,  Balșa, Almășel, Almașul de Mijloc, Porcurea, Valea Iepii, Almașul Mare.
După Marea Unire acesta s-a stabilit la Sibiu în calitate de secretar la Consiliul Dirigent Român, resortul Agricultură și Comerț. />:p. 16:p. 77